# Culex oweni
Culex oweni är en tvåvingeart som beskrevs av John Nicholas Belkin 1962. Culex oweni ingår i släktet Culex och familjen stickmyggor. Inga underarter finns listade i Catalogue of Life.